# Carrer del Comte de Lavern
El carrer del Comte de Lavern és un carrer de Subirats (Alt Penedès). Està inclòs a l'Inventari del Patrimoni Arquitectònic de Catalunya en el seu conjunt.

## Descripció
És un carrer en pendent amb cases entre mitgeres, la majoria de planta baixa i pis amb coberta de teula àrab a dues aigües. Generalment són de dues crugies, amb pocs elements decoratius i adaptades a l'ús agrícola.
L'origen és al segle xviii, quan es construeixen cases a banda i banda d'un antic camí. Correspon a l'època d'expansió agrícola i demogràfica de la repoblació de la vinya, quan les masies més antigues feien contractes censals o de rabassa morta a gent vinguda de fora. Les cases del carrer del Comte de Lavern són els habitatges dels treballadors que tenien contracte amb la masia de Cal Martí de l'Atalaia.